# (5992) Nittler
(5992) Nittler (1981 DZ) – planetoida z pasa głównego asteroid okrążająca Słońce w ciągu 4,39 lat w średniej odległości 2,68 j.a. Odkryta 28 lutego 1981 roku.